# سوزن بیوپسی روچستر

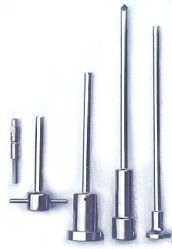
سوزن بیوپسی مغز استخوان روچستر

مته یا سوزن بیوپسی مغز استخوان روچستر(به انگلیسی: Rochester bone biopsy trephine) ابزار جراحی جهت نمونه برداری از استخوان کرست ایلیاک یا لگن در یک بیمار مبتلا به عارضه خاص می‌باشد .

نمونه‌های بافت‌شناسی استخوان  برای بافت‌شناسی استخوان و بدست آوردن حجم تخمینی استوانی، استفاده می‌شوند.